# Logoteta general
El logoteta general o logothetēs tou genikou (En griego: λογοθέτης τοῦ γενικοῦ), a menudo llamado genikos logothetēs o simplemente ho genikos (ὁ γενικός [λογοθέτης], "general [logoteta]"). Estaba a cargo del "ministerio financiero general", el genikon logothesion del Imperio bizantino medio.

## Historia y Funciones

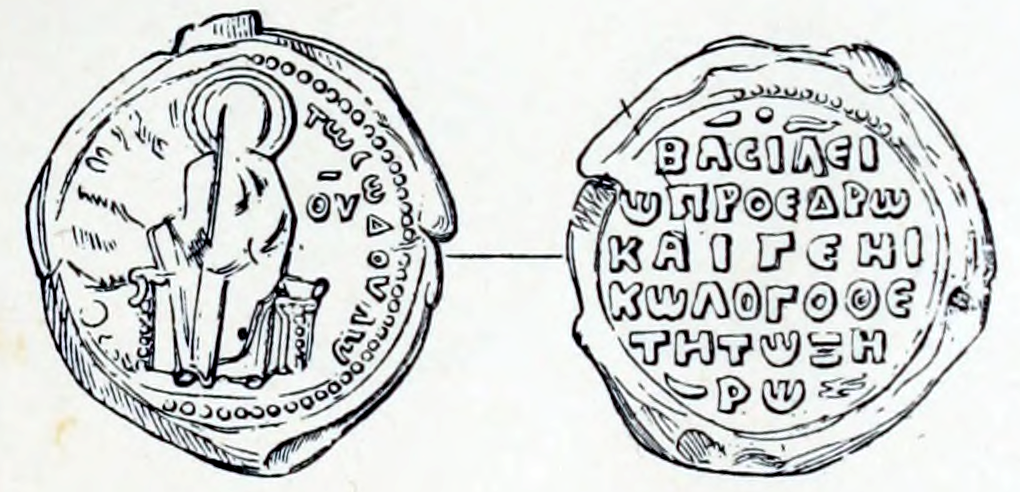
Sello de los proedros y logoteta general Basilio Xeros (siglos XI-XII)

El genikon era responsable de los impuestos y los ingresos generales, y también servía como tribunal para los casos financieros. Como tal, cumplía a grandes rasgos las tareas de las anteriores sacrae largitiones, aunque en su mayoría derivaba del "departamento general" de la prefectura del pretorio. El primer logoteta general del que se tiene constancia, el monje Teodoto, se menciona en el año 692, pero es posible que el cargo se instituyera ya en el año 626. La oficina del genikon y su logoteta siguió siendo uno de los principales ministerios durante todo el periodo bizantino medio (siglos VII-XII). Durante el periodo comneno, su importancia disminuyó, pero se recuperó bajo los Ángelos. Tras el saqueo de Constantinopla en 1204 y la disolución del Imperio Bizantino, el cargo de logoteta general fue conservado como título puramente honorífico por el estado sucesor de Nicea y el restaurado Imperio Paleólogo después de 1261.
El escritor de mediados del siglo XIV Jorge Codinos lo registra en el vigésimo lugar de la jerarquía imperial, entre los parakoimōmenos de la alcoba imperial y los prōtovestiaritēs. Su vestimenta e insignias distintivas de la corte durante esta época eran un sombrero de ala llamado skiadion de seda blanca, un kabbadion de seda largo parecido a un caftán, y para las ceremonias y festividades, un sombrero skaranikon abovedado de seda blanca y dorada, con bordados de hilo de oro y decorado con imágenes del emperador en la parte delantera y trasera. A diferencia de otros funcionarios, no llevaba bastón de mando (dikanikion). Entre los titulares de la época palaciega se encontraban importantes intelectuales y estadistas, como Jorge Acropolita y Teodoro Metoquita. El último logoteta general del que se tiene constancia fue un tal Juan Androus en 1380. Para entonces, sin embargo, sus funciones originales habían sido olvidadas hace tiempo; como recoge el Pseudo-Kodinos, "la función del logoteta general es desconocida".

## Funcionarios subalternos
Los subordinados de los logotetas generales fueron:
- Los chartoularioi megaloi tou sekretou (χαρτουλάριοι μεγάλοι τοῦ σεκρέτου, "grandes cartularios del departamento"), los jefes de los distintos departamentos.[7]
- Los chartoularioi tōn arklōn (χαρτουλάριοι τῶν ἀρκλῶν, donde ἀρκλα significa "caja [de dinero]", es decir, "tesorería") o exō chartoularioi (ἔξω χαρτουλάριοι, "cartularios exteriores"). Como su nombre indica, eran los altos funcionarios de Hacienda destinados en las provincias ("exteriores", es decir, fuera de Constantinopla).[7][8]
- Los epoptai de los themata (ἐπόπται τῶν θεμάτων), que eran los funcionarios encargados de controlar la fiscalidad en las provincias.[7]
- Los komētes hydatōn ( κόμητες ὑδάτων, "condes de las aguas"), funcionarios probablemente encargados de los acueductos y del suministro de agua en las provincias.[7][9]
- El chartoularios tou oikistikou (χαρτουλάριος τοῦ οἰκιστικοῦ) o simplemente ho oikistikos, cuyas funciones precisas se desconocen. Está atestiguado que se encargaba de las exenciones fiscales y tenía diversas funciones jurídicas en algunos themata del siglo XI; el cargo puede haber estado asociado a los dominios imperiales (oikoi). En el siglo XI, la oficina se había convertido en una oficina independiente, pero desaparece después.[10][11]
- Los kommerkiarioi (κομμερκιάριοι), que eran funcionarios de aduanas. Atestiguados desde principios del siglo VI, son probablemente los sucesores de los comes commerciorum mencionados en la Notitia Dignitatum. Inicialmente ubicados en la frontera, después del siglo VII se situaron en los puertos o a cargo de themata o islas enteras.[10][12]
- Los epi tēs kouratōrias de los basilikoi oikoi (ἐπί τῆς κουρατωρίας [τῶν βασιλικῶν οἴκων], "encargados de la curaduría [de los dominios imperiales]"), que supervisaban las fincas imperiales.[13]
- El komēs tēs lamias (κόμης τῆς λαμίας), funcionario probablemente encargado de las minas y los lingotes de oro (cf. latín: lamina/lamna, "oro, metales preciosos"). Por ello, se suele suponer que es el sucesor del antiguo comes metallorum per Illyricum. Desde la evidencia sigilográfica hasta el siglo XI, este cargo se combinaba a veces con los puestos de epi tōn oikeiakōn ("encargado de los oikeiakoi", una clase de cortesanos de alto rango) y de uno de los chartoularioi megaloi del genikon.[14][9]
- Los dioikētai (διοικηταὶ), funcionarios que supervisaban la recaudación de impuestos, asistidos por una serie de praktores ("agentes").[14]
- Los kom[v]entianos (κομ[β]εντιανός), un funcionario de función desconocida.[15]
- Un número de kankellarioi (καγκελλάριοι, del latín: cancellarius) bajo un prōtokankellarios. Originalmente altos funcionarios de la prefectura pretoriana, en el periodo bizantino medio eran secretarios de nivel medio en los distintos ministerios.[16][17]